# Sainte-Marie-à-Py
Sainte-Marie-à-Py település Franciaországban, Marne megyében. Lakosainak száma 195 fő (2022. január 1.). Sainte-Marie-à-Py Saint-Étienne-à-Arnes, Saint-Hilaire-le-Grand, Saint-Souplet-sur-Py, Sommepy-Tahure és Souain-Perthes-lès-Hurlus községekkel határos.

## Népesség
A település népessége az elmúlt években az alábbi módon változott:
| Lakosok száma | 271  | 243  | 213  | 198  | 192  | 198  | 198  | 195  | 194  | 195  |
|               | 1968 | 1982 | 1990 | 2006 | 2013 | 2015 | 2017 | 2019 | 2020 | 2022 |